# Airaphilus siculus
Airaphilus siculus es una especie de coleóptero de la familia Silvanidae.

## Distribución geográfica
Habita en Sicilia (Italia).